# ISO 3166-2:VC

Parishes von St. Vincent und die Grenadinen

Die Liste der ISO-3166-2-Codes für  St. Vincent und die Grenadinen enthält die Codes für die sechs Verwaltungsbezirke (Parishes).

Die Codes bestehen aus zwei Teilen, die durch einen Bindestrich voneinander getrennt sind. Der erste Teil gibt den Landescode gemäß ISO 3166-1 (für  St. Vincent und die Grenadinen VC), der zweite den Code für die Parishes wieder.
Die aktuellen Codes stehen auf der Seite der ISO unter #iso:code:3166:VC zur Verfügung.

| Bezirk        | Code  |
| ------------- | ----- |
| Charlotte     | VC-01 |
| Saint Andrew  | VC-02 |
| Saint David   | VC-03 |
| Saint George  | VC-04 |
| Saint Patrick | VC-05 |
| Grenadines    | VC-06 |